# Sundhoffen
 Sundhoffen  (en alsacià Sundhofe) és un municipi francès, situat a la regió del Gran Est, al departament de l'Alt Rin. L'any 1999 tenia 1.911 habitants.

## Demografia
| 1962 | 1968 | 1975  | 1982  | 1990  | 1999  |
| ---- | ---- | ----- | ----- | ----- | ----- |
| 812  | 872  | 1.299 | 1.670 | 1.756 | 1.911 |

## Administració
| Període   | Identitat          | Partit |
| --------- | ------------------ | ------ |
| 1945-1947 | Charles Zaeh       |        |
| 1947-1965 | Eugène Schreck     |        |
| 1965-1989 | Jean Sick          |        |
| 1989-     | Jean-Marc Schuller |        |